# Naval Base San Diego

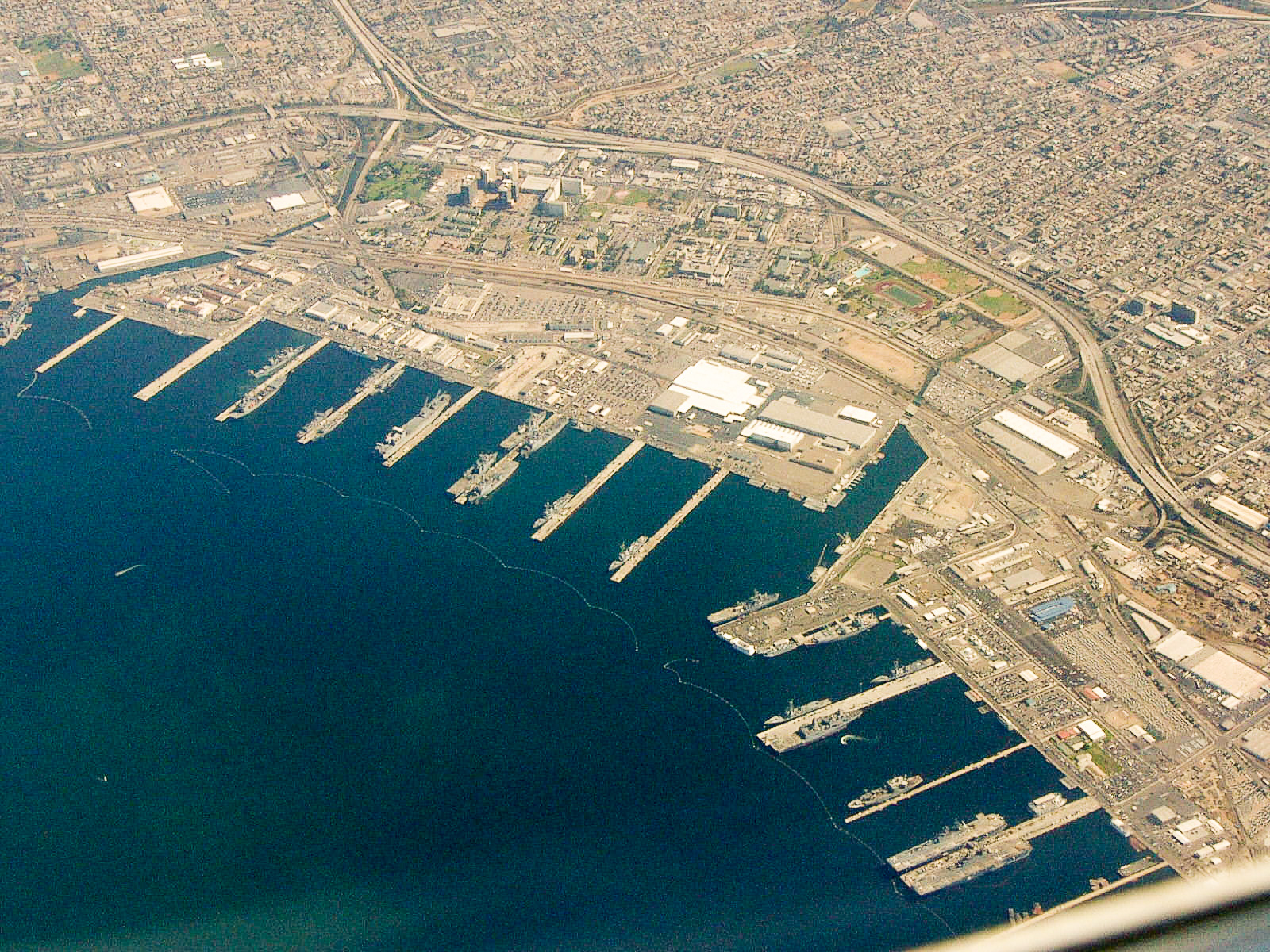
Naval Base San Diego

Naval Base San Diego – część Commander Navy Region Southwest (CNR Southwest), baza morska marynarki wojennej Stanów Zjednoczonych w San Diego, Kalifornia.